# Daseochaeta
Daseochaeta là một chi bướm đêm thuộc họ Noctuidae.